# Swisscom Challenge 2002
Swisscom Challenge 2002 — жіночий тенісний турнір, що проходив на закритих кортах з твердим покриттям на Schluefweg у Цюриху (Швейцарія). Це був 19-й за ліком Zurich Open. Належав до турнірів 1-ї категорії в рамках Туру WTA 2002. Тривав з 13 до 20 жовтня 2002 року. Несіяна Патті Шнідер здобула титул в одиночному розряді.

## Фінальна частина

### Одиночний розряд
Патті Шнідер —  Ліндсі Девенпорт, 6–7(5–7), 7–6(10–8), 6–3

### Парний розряд
Олена Бовіна /  Жустін Енен —  Єлена Докич /  Надія Петрова, 6–2, 7–6(7–2)